# Su Guanyu
Su Guanyu (chiń. upr. 苏冠宇; pinyin Sū Guānyǔ; ur. 26 czerwca 1994) – chiński lekkoatleta specjalizujący się w chodzie sportowym.
W 2012 został brązowym medalistą mistrzostw świata juniorów w chodzie na 10 000 metrów. 
Rekordy życiowe: chód na 10 000 metrów – 40:16,87 (13 lipca 2012, Barcelona); chód na 20 kilometrów – 1:22:48 (15 czerwca 2012, Xintai). 

## Osiągnięcia
| Rok  | Impreza                     | Miejsce   | Konkurencja      | Pozycja    | Wynik    |
| ---- | --------------------------- | --------- | ---------------- | ---------- | -------- |
| 2012 | Mistrzostwa świata juniorów | Barcelona | chód na 10 000 m | 3. miejsce | 40:16,87 |